# Avidio Casio
Cayo o Gayo Avidio Casio (en latín, Gaius Avidius Cassius; c. 130-julio de 175) fue un militar romano que se sublevó contra el emperador Marco Aurelio en el año 175 y reinó brevemente en Egipto y Siria.

## Biografía

### Orígenes familiares y carrera hasta 175
Nacido en Cirro (Siria), o en Alejandría, era hijo de Gayo Avidio Heliodoro, un notable orador, quien fue prefecto de Egipto y de Julia Cassia Alexandra; a través de su padre era descendiente directo del rey de Judea Herodes el Grande y por parte de su madre era descendiente directo de César Augusto a través de su tataranieta Junia Lepida. Tuvo una distinguida carrera militar durante el reinado de Marco Aurelio: en la guerra contra los partos capturó Seleucia y Ctesifonte, y logró entrar en el Senado. Pasó a ser gobernador de Siria en 166 y suprimió la revuelta del sacerdote Isidoro en Egipto que había estallado en 172.

### Proclamación como emperador
Los sucesos de su vida se conocen de la Historia Romana de Dion Casio, y la Historia Augusta. En 175 fue proclamado emperador romano tras las repentinas nuevas de que Marco Aurelio había muerto. Las fuentes también indican que fue alentado por la esposa del emperador, Faustina, que estaba enterada de la pobre salud de su esposo, creyendo que estaba a punto de morir; sintió la necesidad de que Casio se convirtiera en su protector en tal caso, ya que su hijo Cómodo, de 13 años, todavía era muy joven. La evidencia, incluida en las propias Meditaciones de Marco Aurelio, apoya la idea de que estaba de veras bastante enfermo, pero contrariamente a las noticias que recibió Casio, no había muerto. Casio eligió continuar con la revuelta incluso cuando supo que Marco seguía vivo.
Al principio, de acuerdo con Dion Casio, Marco Aurelio, que estaba en una campaña contra las tribus del norte, intentó mantener la rebelión en secreto a sus soldados, pero cuando la noticia se extendió entre ellos, les informó de la situación. En este discurso que Dion atribuye a Marco Aurelio, lamentó la deslealtad de un «amigo muy querido», mientras que al mismo tiempo expresó su esperanza de que Casio no fuera asesinado o se suicidase, ya que le mostraría misericordia. Por su parte, el Senado declaró a Casio enemigo público.
La rebelión comenzó en abril de 175 y se sabe que Casio ya había sido reconocido emperador el 3 de mayo gracias a un documento de esa fecha que se data en el primer año de su reinado. 

### Muerte
Aunque se hizo con el control de las partes más importantes del este del Imperio —Egipto era una fuente clave de grano para Roma— Casio falló a la hora de saber extender su rebelión. El gobernador de Capadocia, Publio Marcio Vero, permaneció leal a Marco Aurelio. Claramente Marco se encontraba en una posición fuerte, con más legiones disponibles que las que tenía Casio. «Tras un sueño de imperio duradero por tres meses y seis días», Casio fue asesinado por un centurión; su cabeza fue enviada a Marco, que la rechazó y ordenó su entierro.